# Vaalbuiktreurtiran
De vaalbuiktreurtiran (Rhytipterna immunda) is een zangvogel uit de familie Tyrannidae (tirannen).

## Verspreiding en leefgebied
Deze soort komt voor van oostelijk Colombia tot Suriname, Frans-Guyana en amazonisch Brazilië.